# Celtis julianae
Celtis julianae là một loài thực vật có hoa trong họ Cannabaceae. Loài này được C.K.Schneid. mô tả khoa học đầu tiên năm 1916.